# Swammerdamia albicapitella
Swammerdamia albicapitella är en fjärilsart som beskrevs av Georg Ludwig Scharfenberg 1805. Swammerdamia albicapitella ingår i släktet Swammerdamia och familjen spinnmalar. Inga underarter finns listade i Catalogue of Life.